# Gaby Wessely
Gaby Wessely (* in Wien) ist eine österreichische Liedtexterin, die hauptsächlich für Interpreten der Schlagermusik und der volkstümlichen Musik schreibt.

## Biografie
Gaby Wessely war 15 Jahre lang als Werbegrafikerin in internationalen Werbeagenturen tätig (z. B. GGK Wien).
Seit 2004 hat sich Gaby Wessely als Autorin von Musiktexten einen Namen gemacht. Gemeinsam mit ihrem Mann Peter arbeitet sie für zahlreiche bekannte Interpreten der Schlager-, Pop- und der volkstümlichen Musikszene. Bis heute hat Gaby Wessely über 2000 Texte verfasst, unter anderem für DJ Ötzi, die Kastelruther Spatzen, das Nockalm Quintett, die Klostertaler und Stefan Mross. Im Pop-Bereich stammt unter anderem der Text des Christina-Stürmer-Songs Liebt sie dich so wie ich aus der Feder von Peter und Gaby Wessely.

## Werke (Auswahl)
- Mit den Augen einer Frau, Nockalm Quintett
- Gott vergibt die Sünden, Gottfried Würcher
- Frauensache, Marc Pircher
- Gloria, Nockalm Quintett & Umberto Tozzi
- Von der Zeit vergessen, Kastelruther Spatzen
- Weil du bist wie du bist, Stefan Mross
- Sehnsucht Maria, Monika Martin
- Was ist das geg´n die Ewigkeit?, Marianne & Michael
- Oh du liebes Österreich, Klostertaler
- Ja, nein, vielleicht, Francine Jordi
- Love, Peace & Vollgas, DJ Ötzi
- Man lebt nur einmal, Florian Silbereisen
- Weil i a Schürzenjäger bin, Die Edlseer
- Die Jodelsprache, Oesch’s, die Dritten
- Ich liebe dich täglich mehr, Mara Kayser
- Irgendwo im Nirgendwo, Nockalm Quintett

## Internationale Erfolge und Auszeichnungen
- 2004: 2. Platz beim Finale des Alpen Grand Prix, Meran
- 2004: Ein Titel im deutschen Vorentscheid zum Grand Prix der VM
- 2004: Ein Titel im Schweizer Vorentscheid zum Grand Prix der VM
- 2006: Ein Titel im österreichischen Vorentscheid zum Grand Prix der VM
- 2006: Ein Titel im Schweizer Vorentscheid zum Grand Prix der VM
- 2006: Ein Titel im Schweizer Vorentscheid zum Grand Prix der VM
- 2007: 3. Platz beim Finale des Alpen Grand Prix, Meran
- 2008: 1. PLATZ beim Schweizer Vorentscheid zum Grand Prix der VM
- 2008: 1. PLATZ beim Südtiroler Vorentscheid zum Grand Prix der VM
- 2008: 3. PLATZ + 5. PLATZ beim Finale des GP der Volksmusik, Zürich
- 2008: 3. Platz beim Finale des Alpen Grand Prix, Meran
- 2008: Ein Titel im deutschen Vorentscheid zum Grand Prix der VM
- 2008: Siegertitel bei „Immer wieder Sonntags“: Sommerhit-König
- 2009: Ein Titel im deutschen Vorentscheid zum Grand Prix der VM
- 2009: Ein Titel im Südtiroler Vorentscheid zum Grand Prix der VM
- 2010: Ein Titel im österreichischen Vorentscheid zum Grand Prix der VM
- 2010: Zwei Titel im Schweizer Vorentscheid zum Grand Prix der VM
- 2011: „Stadl-Stern“ – Siegertitel
- 2014: „Stadl-Stern“ – Siegertitel
- 2015: Siegertitel bei „Immer wieder Sonntags“: Sommerhit-König